# Sospitós zero
Sospitós zero (títol original: Suspect Zero) és una pel·lícula estatunidenca dirigida per E. Elias Merhige, estrenada l'any 2004. Ha estat doblada al català.

## Argument
Un enigmàtic assassí en sèrie sembra cadàvers a tots els Estats Units. L'agent de l'FBI Thomas Mackelway (Aaron Eckhart) és cridat per investigar uns estranys assassinats en sèrie. Quan les pistes el condueixen a l'únic sospitós, descobreix que ha estat arrossegat en un laberint psicològic que confon completament tot allò creat pel cas.

## Repartiment
- Aaron Eckhart: Thomas Mackelway
- Ben Kingsley: Benjamin O'Ryan
- Carrie-Anne Moss: Fran Kulok
- Harry Lennix: Rich Charleton
- Brady Coleman: Daniel Dyson
- Kevin Chamberlin: Harold Speck
- Robert Towne: El professor Dates (no surt als crèdits)
- Keith Campbell: Raymond Starkey
- Frank Collison: Piper
- Julian Reyes: El policia de trànsit
- Chloe Russell: Loretta
- Ellen Blake: Dolly
- William B. Johnson: Mel
- Jerry Gardner: El xèrif Harry Dylan
- Daniel Patrick Moriarty: Bud Granger
- Curtis Plagge: Jumbo
- Nicole DeHuff: Katie Potter
- William Mapother: Bill Grieves
- Buddy Joe Hooker: Sospitós Zero

## Al voltant de la pel·lícula
- El film fa referència al programa "Stargate Project" de l'FBI, per trobar els llocs on anava el sospitós d'un crim.
- El film ha estat un fracàs a la seva estrena no recaptant més que aproximadament la meitat dels 27 000 000 de dòlars que la seva realització va costar.
- Crítica: "Un producte laboriós que en general es comporta com una peripècia que se segueix amb interès. (...) respon a les regles del gènere, crea la seva tensió, presenta les seves credencials macabres (...) no és una meravella, però l'amant del gènere no sortirà del tot decebut."[4]